# Pseudopyrota lyttomeloides
Pseudopyrota lyttomeloides es una especie de insecto coleóptero de la familia Meloidae.

## Distribución
Habita en Perú.